# Brauerei Kapsreiter
Die Brauerei Kapsreiter ist ein ehemaliges österreichisches Unternehmen mit Sitz in Schärding am Inn, das unter diesem Namen von 1863 bis 2012 bestand.

## Geschichte

Logo der Brauerei Kapsreiter, 1863

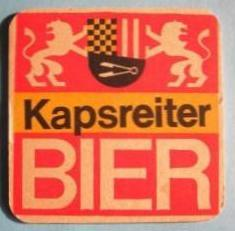
Kapsreiter-Bierdeckel (Anfang 1980er-Jahre)

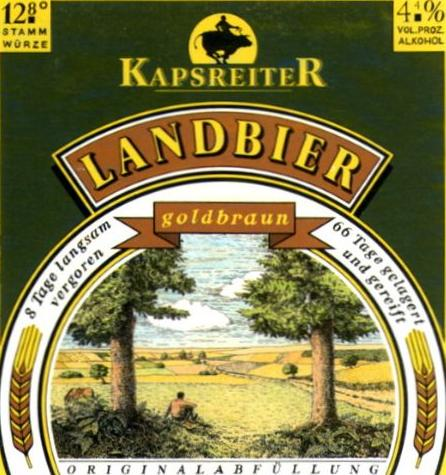
Kapsreiter-Landbier-Etikett (Ende 1990er-Jahre)

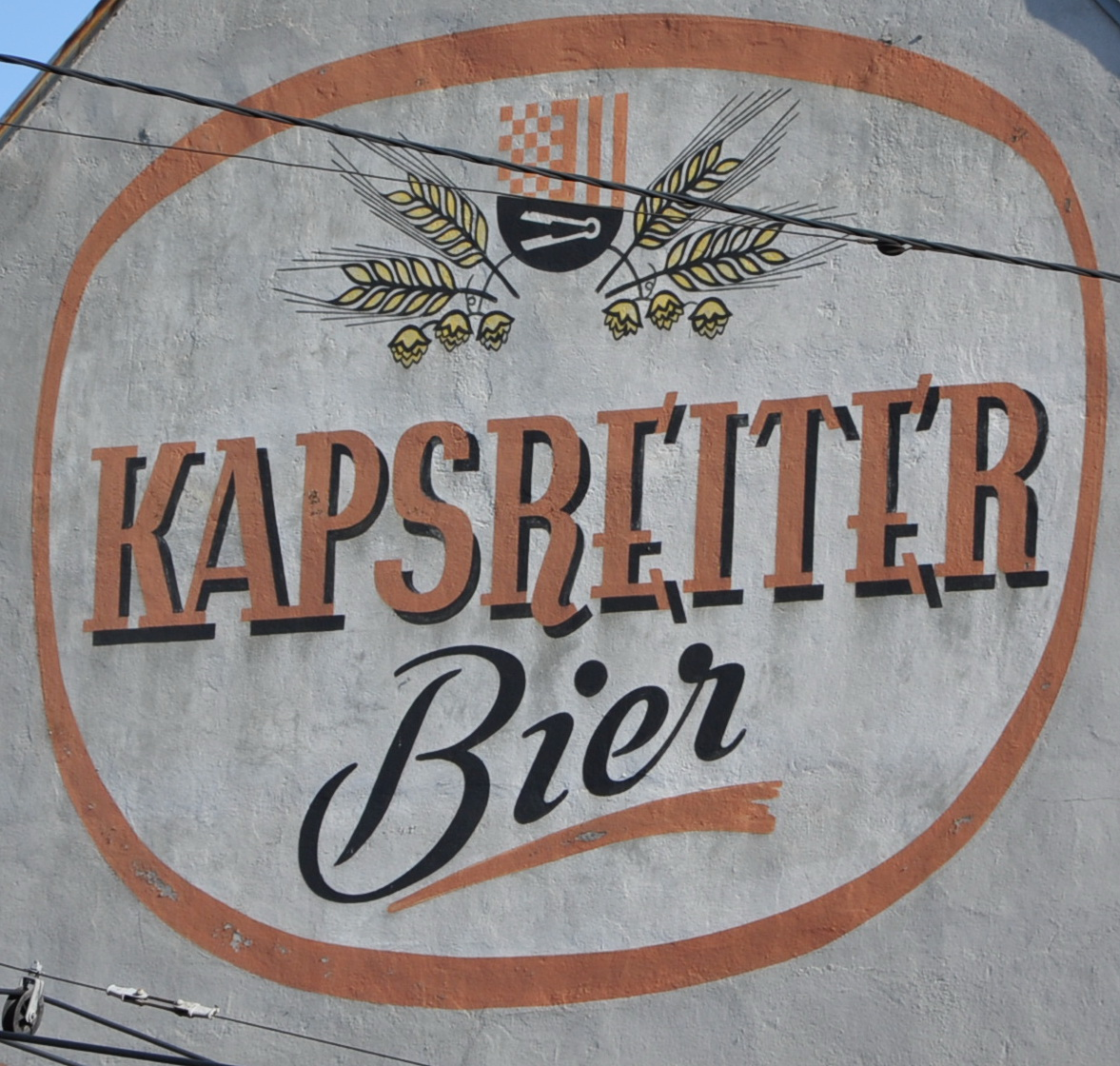
Kapsreiter Werbung an einem Haus in der Wiener Straße in Linz

Brauereien gab es in Schärding stets mehrere. 1590 gründete Leonard Lachmüller ein Sudhaus, das schließlich 1863 durch den bayerischen Bierbrauer Michael Kapsreiter (1834–1899) übernommen wurde. Die Bierbrauerei blieb danach für fast 120 Jahre im Besitz seiner Nachkommen, die das Unternehmen zu einem anerkannten Brau-, aber vor allem auch Baukonzern entwickelten. Besonders in der Zeit nach dem Zweiten Weltkrieg zählte die Kapsreiter-Gruppe mit ihren drei Sparten Kapsreiter Bau, Kapsreiter Bier und Kapsreiter Granit zu den wichtigsten Arbeitgebern in der Region am unteren Inn. Mitte der 1980er-Jahre erlebte die Kapsreiter-Gruppe einen wirtschaftlichen Niedergang. Durch den Einstieg des Immobilienhändlers Johann Haas konnte der Konzern zwar zunächst vor der Schließung gerettet werden, doch konnte er die dringend notwendigen Investitionen nicht aufbringen. Nach dem Konkurs wurden die Baufirmen und Steinbrüche der Kapsreiter-Gruppe geschlossen. In ihrer früheren Form weitgehend erhalten blieb lediglich die Brauerei Kapsreiter. Die oberösterreichische Brau AG und die Ottakringer Brauerei waren an der Übernahme der Brauerei interessiert, welche damals einen Umsatz von rd. 100 Mio. Schilling (7,2 Mio. Euro) erzielte. Haas entschied sich im Sommer 1986 für den Verkauf der Brauerei an Ottakringer und konnte so für die Kapsreiter Gruppe 70 Mio. Schilling (5 Mio. Euro) erlösen, welche dringend für die Abdeckung von Verbindlichkeiten der Bausparte benötigt wurden.
Die Ottakringer Brauerei eröffnete Kapsreiter den Zugang zu den Märkten in Wien und Ostösterreich, zudem wurde ab 1987 die neue Marke Kapsreiter Landbier in wiederverschließbaren Bügelflaschen mit Porzellanverschluss  eingeführt. War die Brauerei lange Zeit für ihr „billiges Baustellenbier“ bekannt, mit dem zunächst vor allem die Mitarbeiter der Sparten Bau und Granit der Kapsreiter-Gruppe versorgt wurden, so wurden die Erzeugnisse des Unternehmens durch die Ottakringer Brauerei im hochpreisigen Marktsegment vermarktet. Das Landbier wurde zum Aushängeschild der Brauerei. Angesiedelt im höchsten Preissektor, betonte dieses Bier die Qualität und Kompetenz der Brauerei. Das fand seinen Ausdruck im hochwertigen Design und in der aufwendigen Flasche. Mit diesem Bier erreichte die Brauerei Kapsreiter nationale Bekanntheit und bewies vor allem einer jungen, qualitätsbewussten Generation, dass auch Bier ein hochentwickeltes Image und ein modernes Lebensgefühl vermitteln kann. Dieses Bier trat deutlich gegen den Trend der „fallenden Stammwürze“ auf und verkörperte vollen Biergeschmack. Die Marke Kapsreiter Landbier in der Bügelverschlussflasche wurde zuletzt weltweit angeboten. In diesem Zusammenhang änderte sich auch das öffentliche Auftreten der Brauerei Kapsreiter grundlegend. 1990 wurde ein neues Sudhaus gebaut.
Infolge einer Neuorganisation der Ottakringer Brauerei und ihrer Beteiligungen ging die Brauerei Kapsreiter 1995 in den Besitz der Harmer-Holding über. Deren Generaldirektor Gustav Harmer stammt aus der Familie der Besitzer der Ottakringer Brauerei und war zwischen 1962 und 1995 selbst Alleinvorstand dieses Unternehmens. Über die Harmer-Holding war die Brauerei Kapsreiter bis zu ihrer Schließung zu 100 % in Besitz der Familie Harmer, die auch die Mehrheit an der Brauerei Grieskirchen hielt.
2004 wurde anlässlich der Oberösterreichischen Landesausstellung durch den Braumeister Jens Luckart das Schärdinger Stadtbräu mit Zutaten aus biologischer Landwirtschaft kreiert. Das Malz dafür kam aus Bayerns letzter Tennenmälzerei, beim Läutern wurde lediglich die Vorderwürze verwendet. Mit diesem Produkt gelang der Brauerei noch einmal, einen weiten Kundenkreis anzusprechen. Das Braumalz für das Landbier bezog Kapsreiter aus Grieskirchen, für die übrigen Biersorten, das Stadtbräu ausgenommen, kam es aus der Stadlauer Malzfabrik. In Zusammenarbeit mit dem Tourismusverband Schärding wurden auch Brauereiführungen mit Bierverkostung angeboten, bei denen die Besucher unterschiedliche helle und dunkle Malzsorten, die offenen Gärbottiche sowie die 10 Meter tief liegenden Steinkeller des Unternehmens besichtigen konnten.
Der Jahresausstoß der Brauerei Kapsreiter lag 2011 bei etwa 13.000 Hektolitern Bier. Harmer versuchte mehrmals, die Brauereien in Schärding und Grieskirchen zu verkaufen, wobei die Ottakringer Brauerei immer wieder als Interessent genannt wurde. Entsprechende Geschäfte kamen jedoch letztlich nicht zustande. Anfang September 2012 gab Geschäftsführer Michael Harmer die Schließung der Brauerei Kapsreiter zum Ende des Jahres bekannt. Nach den damals bekannt gemachten Plänen sollten die Produktion und der Vertrieb in Schärding geschlossen, und die Biere des Kapsreiter-Sortiments ab Jänner 2013 nur mehr in Grieskirchen erzeugt werden. In der Brauerei Grieskirchen waren zu dieser Zeit 60 Mitarbeiter beschäftigt. Entsprechend diesen Plänen wurde der Brauereistandort Schärding mit 31. Dezember 2012 von der Familie Harmer aufgegeben und Produktion sowie Vertrieb von Kapsreiter-Bier in Schärding eingestellt.
Zuletzt waren in Schärding 17 Mitarbeiter in der Brauerei Kapsreiter beschäftigt, die mit der Schließung ihren Arbeitsplatz verloren. Für sie wurde ein Sozialplan ausgearbeitet. Ein Großteil der früheren Kapsreiter-Wirte wechselte zur Brauerei Baumgartner. Einige leitende Mitarbeiter der Brauerei Kapsreiter wurden von der Brauerei Ried übernommen. Unklar war, ob die Herstellung der Kapsreiter-Biere in der Brauerei Grieskirchen überhaupt weitergeführt werden könne. Schon bei Ankündigung der Schließung der Brauerei Kapsreiter war darauf hingewiesen worden, dass in Grieskirchen – im Gegensatz zur Brauerei in Schärding – nicht offen vergoren werden kann, und auch das Schärdinger Brauwasser nicht mehr zur Herstellung verwendet werden würde. Wie sich Anfang 2013 zeigte, wurde die Produktion von Kapsreiter-Bier in der Brauerei Grieskirchen nicht fortgesetzt. Die letzten Bestände an Kapsreiter-Bier waren nach Einstellung der Produktion in Schärding schnell ausverkauft. Während davon auszugehen ist, dass die Marke „Kapsreiter“ komplett verschwindet, wird in der Brauerei Ried versucht, die Kapsreiter-Produkte Landbier und Stadtbräu nach den Originalrezepten nachzubrauen. In einigen Gaststätten im Innviertel werden diese „Nachbauten“ unter dem Namen Innviertler Landbier und Stadtbräu angeboten.
Am 9. Mai 2019 gab die Brauerei Baumgartner offiziell bekannt, dass die 2012 eingestellte Marke Kapsreiter wiederbelebt wurde. Bereits 2013 erwarb Baumgartner die Immobilien, die Marke, den Original-Brunnen sowie das Original-Rezept von Kapsreiter. 2018 wurde das Kapsreitergebäude teilweise saniert und damit mehr Lager- und Logistikfläche geschaffen und der original Kapsreiter Brunnen revitalisiert. Denn das Originalrezept sieht vor, dass für das Brauen des Kapsreiter Landbieres nur das eigene Brunnenwasser verwendet werden darf. Da sich die ehemaligen Kapsreiter Brauanlagen in äußerst schlechtem Zustand befanden, wird die Bierproduktion nicht mehr in den originalen Braustätten von Kapsreiter vollzogen, sondern nach Originalrezept in der gegenüber liegenden Braustätte der Brauerei Baumgartner. Derzeit werden die Typen Kapsreiter Landbier und Stadtbräu gebraut. Wichtig ist den Baumgartner-Verantwortlichen die Wiedererkennung der Marke Kapsreiter. Deshalb bleibt die gelbe „Sonne“ mit dem gerittenen Stier weiterhin als Markenzeichen bestehen. Diese wurde lediglich einem leichten Relaunch unterzogen. Eingeführt wird die Marke sowohl in der Gastronomie als auch im Handel.

## Infrastruktur

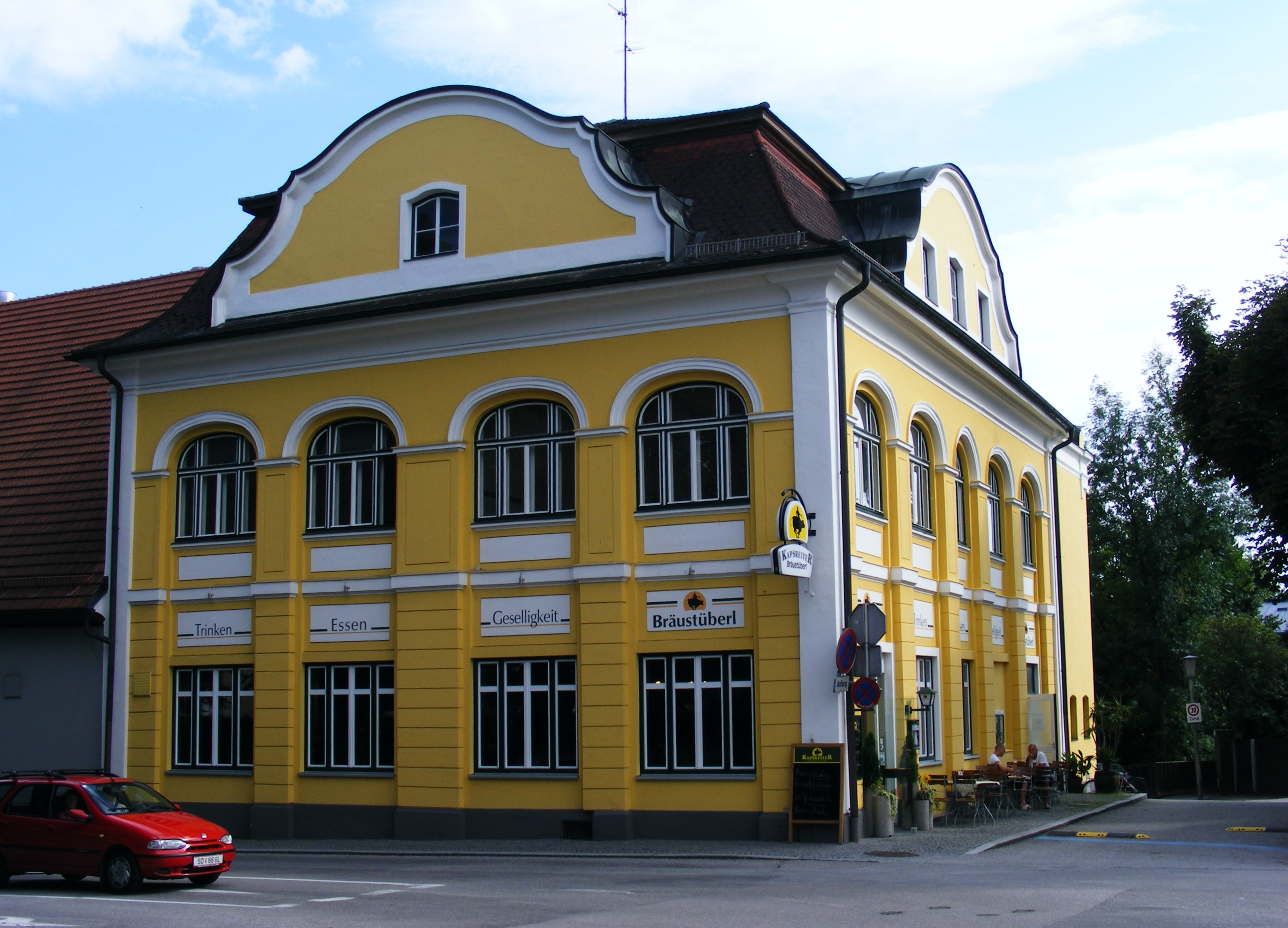
„Kapsreiter-Bräustüberl“ in Schärding, 2013 unter dem Namen „Stadtwirt“ neu eröffnet

Die Brauerei Kapsreiter verfügte in Schärding ursprünglich über zwei größere Gebäudekomplexe, einen in der Innenstadt am Unteren Stadtplatz, den anderen in der Vorstadt beim Linzer Tor, wobei letzterer lediglich durch eine schmale Straße vom Sudhaus der konkurrierenden Brauerei Baumgartner getrennt war. Das Wasser aus dem hauseigenen Brunnen musste für den Brauprozess aufbereitet werden. Die Liegenschaften am Unteren Stadtplatz gehören heute der Immobilienfirma Haas. Mit dem „Kapsreiter Bräustüberl“ bestand seit 1868 ein eigener Gasthof, der Anfang 2013 unter dem Namen „Stadtwirt“ neu eröffnet wurde. Ebenfalls Anfang 2013 bestätigte der Geschäftsführer der Brauerei Baumgartner Gerüchte, wonach sein Unternehmen sämtliche Kapsreiter-Liegenschaften in Schärding – darunter auch das ehemalige Bräustüberl – erwerben wolle, und entsprechende Verhandlungen mit der Harmer Holding geführt würden. Im Jahr 2013 erwarb Baumgartner die komplette Brauereiliegenschaft und nutzt es heute als Lager und Eventlocation.

## Sortiment
Das Sortiment der Brauerei umfasste zuletzt neben sieben Biersorten auch Genussprodukte wie Bierschokolade, Biersenf oder Biershampoo. Die sieben Biersorten waren:
- Kapsreiter Landbier hell (12,8° / 5,3 %)[2]
- Kapsreiter Landbier goldbraun (12,8° / 4,4 %)[2]
- Kapsreiter Märzen (12,2° / 5,1 %)[2]
- Kapsreiter Pils (11,5° / 4,7 %)[2]
- Kapsreiter Landbier Bock (16,3° / 6,9 %)[2]
- Kapsreiter Hopfenkrone (12,6° / 5,9 %)
- Kapsreiter Stadtbräu (12,3° / 4,9 %)